# Aralotherium
Aralotherium é um extinto gênero de rinocerontes sem cornos intimamente relacionado ao gênero Paraceratherium, um dos maiores mamíferos terrestres que já existiu. Ocorreu na China e Cazaquistão durante o final do período Oligoceno (28-23 milhões de anos atrás). Ele é classificado como um membro da subfamília Indricotheriinae.
Duas espécies são conhecidas, A. prohorovi e A. sui.